# Ion Hortopan

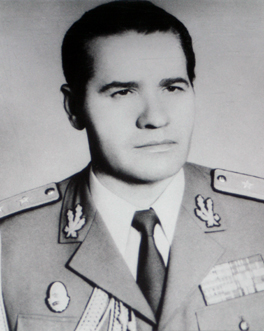
General Ion Hortopan

Ion Hortopan (* 12. März 1925 in Turcinești, Kreis Gorj; † 6. April 2000 in Bukarest) war ein rumänischer Generaloberst und Politiker der Rumänischen Arbeiterpartei PMR (Partidul Muncitoresc Român) und ab 1965 PCR (Partidul Comunist Român), der unter anderem von 1976 bis 1980 Chef des Generalstabes der Streitkräfte (Armata Română) war.

## Leben

### Ausbildung, Offizier und Stabsoffizier
Ion Hortopan besuchte zwischen 1932 und 1939 die Grundschule in Turcinești und arbeitete danach von 1939 bis 1943 als Verkäufer in einem Kaufhaus in Bukarest. 1945 wurde er Mitglied der damaligen Rumänischen Kommunistischen Partei PCR (Partidul Comunist din România) und besuchte einen Lehrgang der Partei in Brașov. Anschließend kehrte er nach Bukarest zurück und arbeitete dort wieder als Verkäufer in einem Kaufhaus sowie als Kellner. Zugleich war er zwischen Mai 1946 und April 1948 Sekretär der Union junger Kommunisten UTCdR (Uniunea Tineretului Comunist din Romania) in einem Bukarester Sektor. Im April 1948 trat er in die Landstreitkräfte (Forțele Terestre Române) der Streitkräfte (Armata Română) ein und war zunächst zwischen Mai 1948 und März 1949 stellvertretender Politoffizier sowie Organisationssekretär des Parteikomitees des 2. Fernmelderegiments (Regimentul 2 Transmisiuni), wo am 15. Februar 1949 seine Beförderung zum Leutnant (Locotenent) erfolgte. Nachdem er zwischen März und Juni 1949 Jugendinstrukteur im 3. Militärbezirk war, absolvierte er zwischen Juni und Dezember 1949 einen Lehrgang für Bataillonskommandeure in Sibiu. Nach dessen Abschluss wurde er am 28. Dezember 1949 zunächst zum Oberleutnant (Locotenent-major) sowie bereits zwei Tage später am 30. Dezember 1949 zum Hauptmann (Căpitan) befördert. Daraufhin war er vom 30. Dezember 1949 bis Januar 1952 Chef des 3. Büros, Mitglied des Organisationsbüros der Partei sowie Sekretär der Union der Arbeiterjugend UTM (Uniunea Tineretului Muncitor) der 2. Sektion der Kaderabteilung der Streitkräfte.
Im Anschluss wurde Hortopan im Januar 1952 Chef der Kader-Sektion des 3. Militärbezirks und erhielt dort am 9. Mai 1952 seine Beförderung zum Major (Maior). Nachdem er zwischen Januar und November 1954 einen Lehrgang für Kommandeure von Infanterieregimentern in Făgăraș absolviert hatte, war er zwischen Dezember 1954 und Dezember 1955 erst stellvertretender Kommandeur sowie im Anschluss von Dezember 1955 bis August 1956 Kommandeur des 106. Mechanisierten Regiments (Regimentul 106 Mecanizat). In dieser Verwendung erfolgte am 15. Mai 1956 seine Beförderung zum Oberstleutnant (Locotenent Colonel). Danach war er von 1956 bis 1959 Absolvent der Militärakademie (Academia Militară) und übernahm nach deren Abschluss zwischen Oktober 1959 und August 1962 den Posten als Kommandeur des 4. Mechanisierten Regiments (Regimentul 4 Mecanizat). 1962 besuchte er das „Endre Ady“-Gymnasium in Zalău. Am 30. Dezember 1962 wurde er zum Oberst (Colonel) befördert, woraufhin er zwischen 1963 und 1965 Erster Offizier der Abteilung Kampfvorbereitung im Generalstab sowie von 1965 bis 1967 stellvertretender Kommandeur der in Debrecen stationierten 1. Mechanisierten Division „Tudor Vladimirescu“.

### Aufstieg zum General und Chef des Generalstabes
Ion Hortopan war zwischen 1967 und dem 6. Juni 1973 Kommandeur der 11. Mechanisierten Division (Divizia 11 Mecanizat) und erhielt in dieser Verwendung am 20. August 1969 seine Beförderung zum Generalmajor (General Maior). Anschließend absolvierte er zwischen Oktober 1973 und März 1974 einen Waffen- und Panzerlehrgang an der Militärakademie und fungierte vom 7. Juni 1973 bis zum 1. Juli 1976 als Kommandeur der in Cluj stationierten 3. Armee (Armata a 3-a Română). Dort wurde er am 10. August 1974 zum Generalleutnant (General Locotenent) befördert und gehörte auch dem PCR-Parteikomitee im Kreis Bihor an. Auf dem Elften Parteitag der PCR (24. bis 27. November 1974) wurde er Mitglied des Zentralkomitees (ZK) der PCR, dem er bis zum 22. November 1984 angehörte. Zugleich wurde er 1975 Mitglied der Großen Nationalversammlung (Marea Adunare Națională) und gehörte dieser als Vertreter des Wahlkreises Nr. 5 Tășnad bis 1980 an. Während seiner Parlamentszugehörigkeit war er vom 22. März 1975 bis zum 31. Dezember 1976 auch Vizepräsident der Verteidigungskommission der Großen Nationalversammlung.
Als Nachfolger von General Ion Coman wurde Generalleutnant Hortopan am 1. Juli 1976 Chef des Generalstabes der Streitkräfte (Șef Statului Major General al Armatei Române) und bekleidete diesen Posten bis zu seiner Ablösung durch General Vasile Milea am 31. März 1980. Zugleich fungierte er zwischen dem 1. Juli 1976 und dem 31. März 1980 als Erster Vize-Minister für Nationale Verteidigung. Außerdem wurde er am 9. Juli 1976 Mitglied des Staatsrates (Consiliul de Stat al României). Er war vom 31. März 1980 bis zum 24. Februar 1992 Kommandeur des Infanterie- und Panzerkommandos (Comandamentul Infanteriei și Tancurilor) und wurde am 23. August 1984 zum Generaloberst (General Colonel) befördert. 1988 wurde er ferner Mitglied des Nationalrates der Front der Demokratie und der sozialistischen Einheit FDUS (Frontului Democrației și Unității Socialiste).
Für seine langjährigen Verdienste wurde Ion Hortopan mehrfach ausgezeichnet und erhielt unter anderem den Orden für militärische Verdienste (Ordinul Meritul Militar), Orden Tudor Vladimirescu Dritter Klasse (Ordinul Tudor Vladimirescu) sowie Orden Verteidigung des Vaterlandes Dritter Klasse (Ordinul Apărarea Patriei).